# 曙光橋
23°58′46.02″N 121°37′05.79″E / 23.9794500°N 121.6182750°E
曙光橋是位於臺灣花蓮縣花蓮市美崙溪河口的一座景觀橋梁，其名稱源自站於其上東望太平洋可迎接第一道曙光 。該橋起造於日本時代，當時為鐵路路線花蓮港支線的鐵道橋米崙溪橋，橫跨美崙溪以聯絡花蓮港與花蓮市。在該鐵道支線廢除後，花蓮縣政府將其橋面改鋪木棧道，供行人及自行車通行。

## 沿革
昔日，花蓮臨港線自花蓮港車站出發，沿途停靠米崙、新村、民立，途經聯絡花蓮港與花蓮市區的美崙溪橋，最後抵達舊花蓮車站。隨著北迴鐵路竣工，花蓮車站西遷，整個鐵路路線的業務也跟著遷移，昔日臨港線鐵道及鐵橋隨即停止使用。2000年（民國89年），時任花蓮縣縣長王慶豐規劃「南北濱自行車道」，以南濱公園為起點沿舊臨港支線至北濱公園，再至花蓮港北側管制站，全長四公里；在獲行政院環保署經費補助及臺灣鐵路管理局同意使用土地後，花蓮縣政府將原本鐵道橋鋪上木棧道，成為提供自行車及行人行走的景觀橋。2005年（民國94年）3月經登錄列為花蓮縣歷史建築。

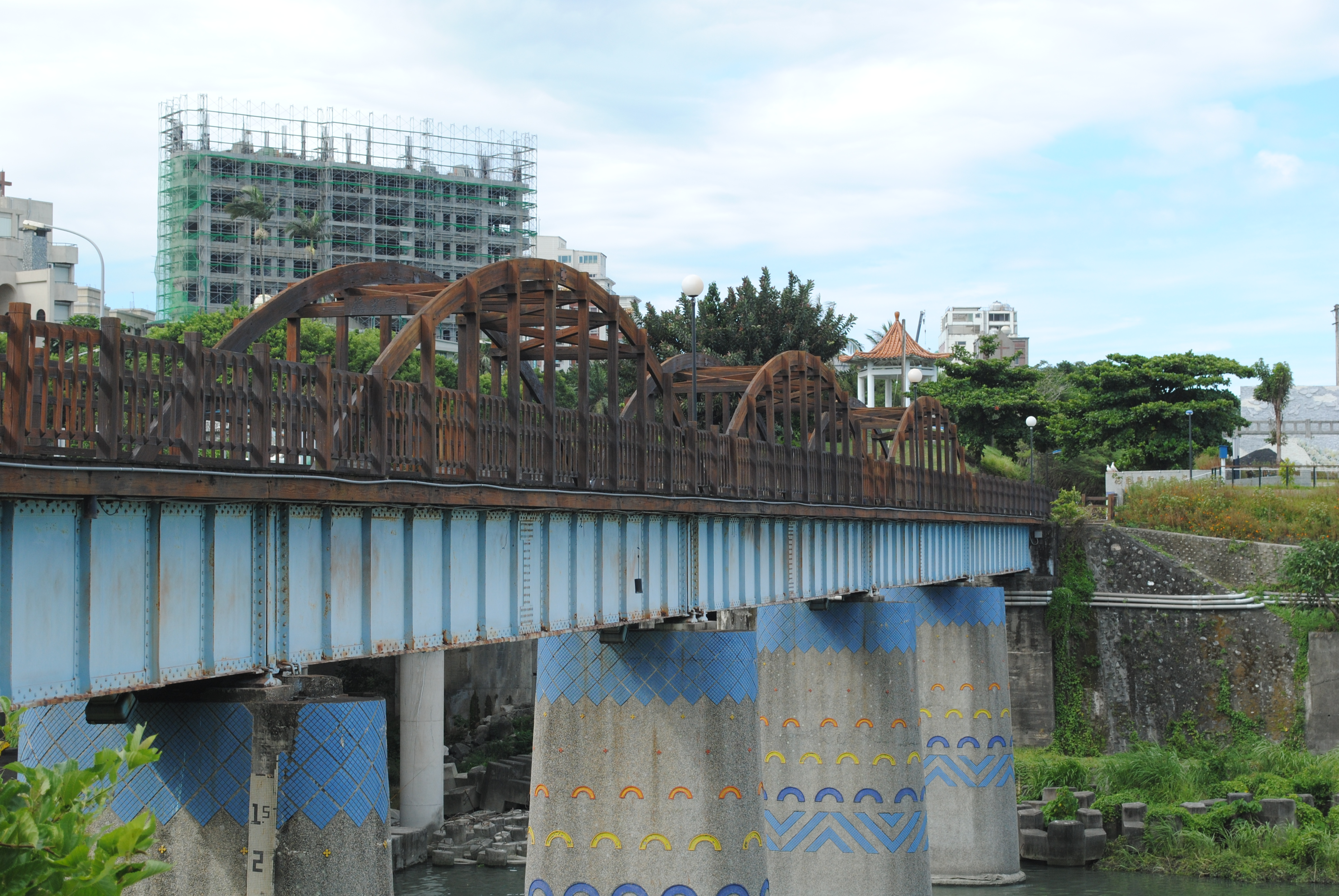
曙光橋
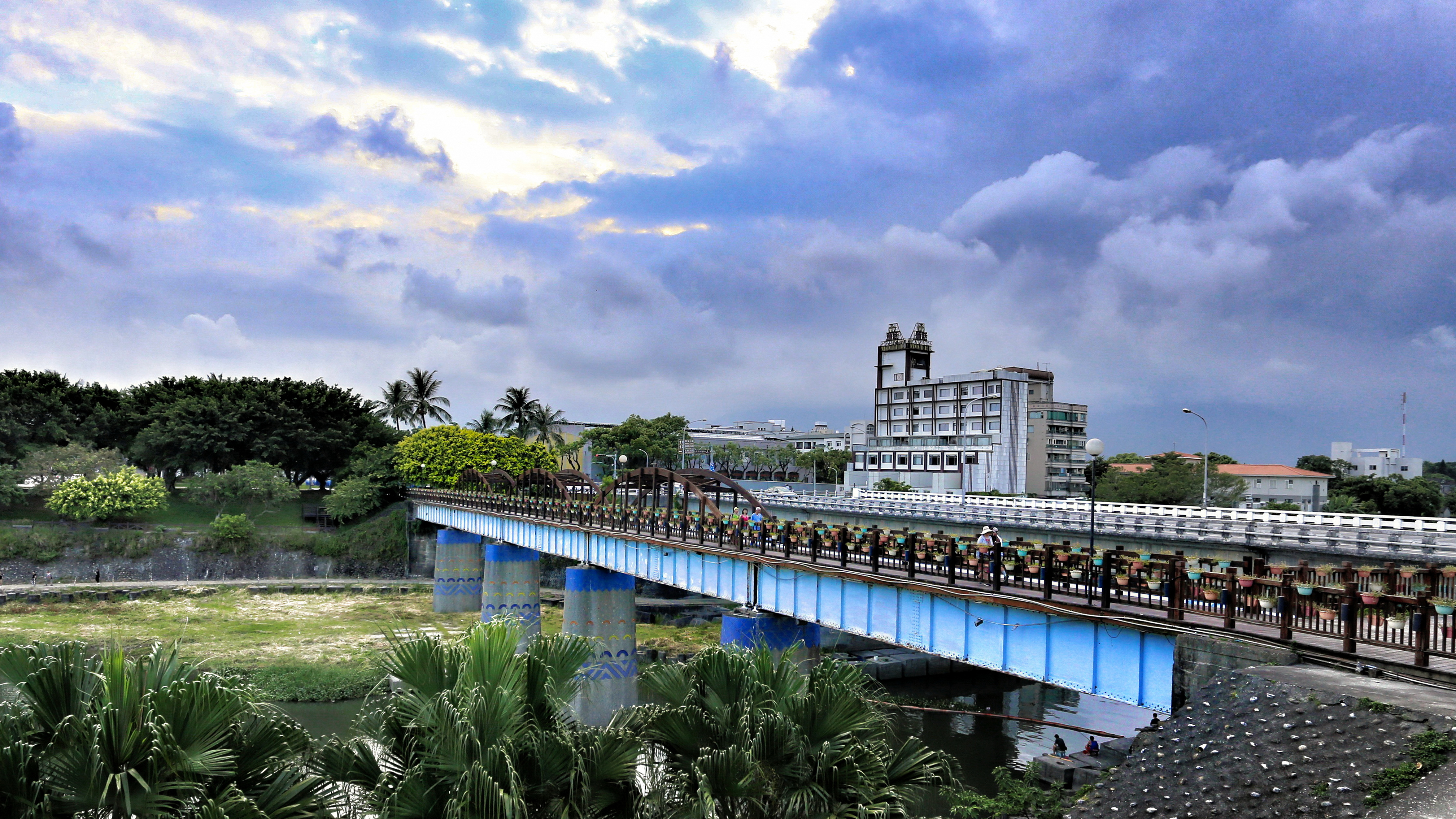
從花蓮和平廣場望向曙光橋
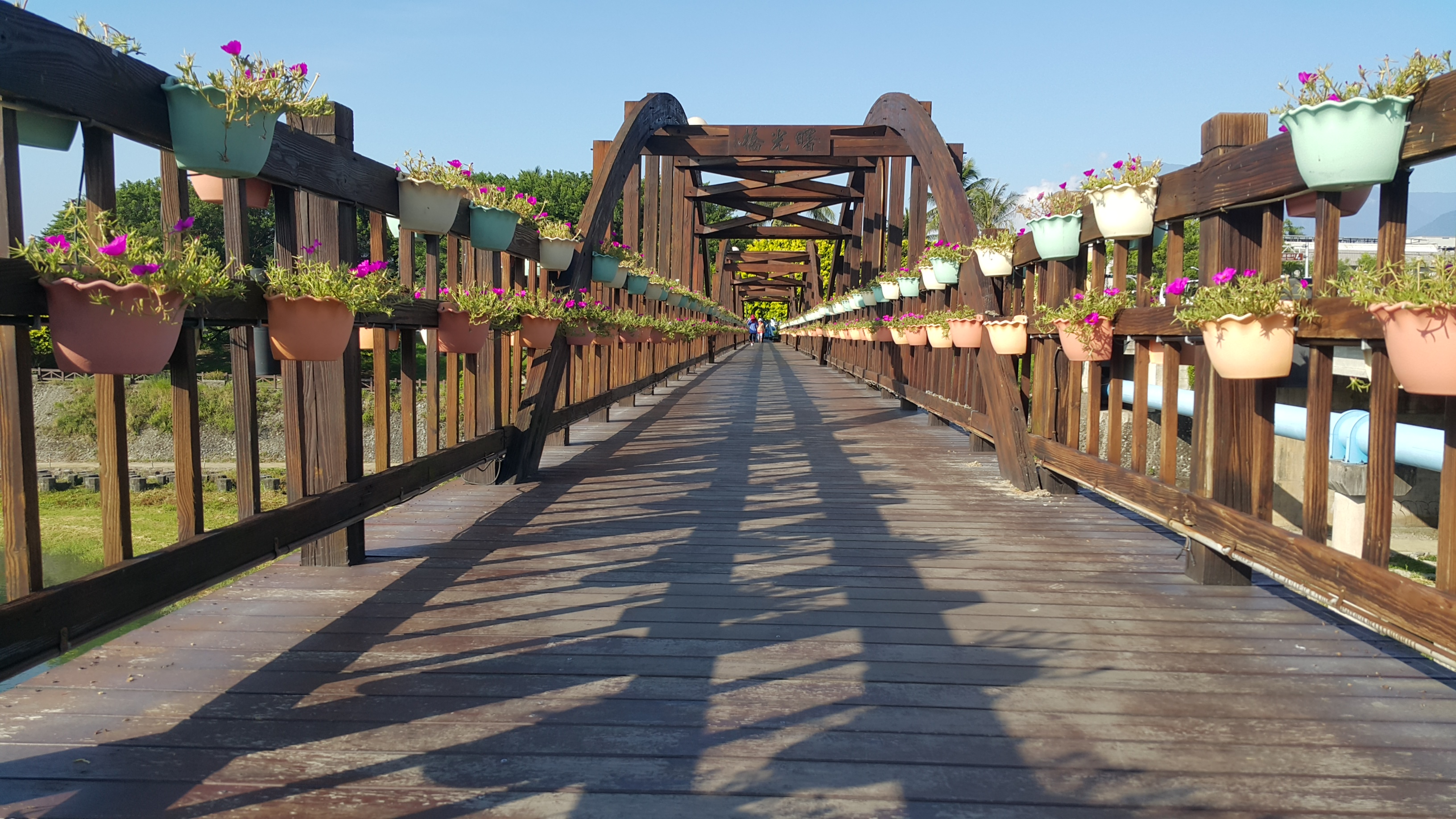
早上的曙光橋
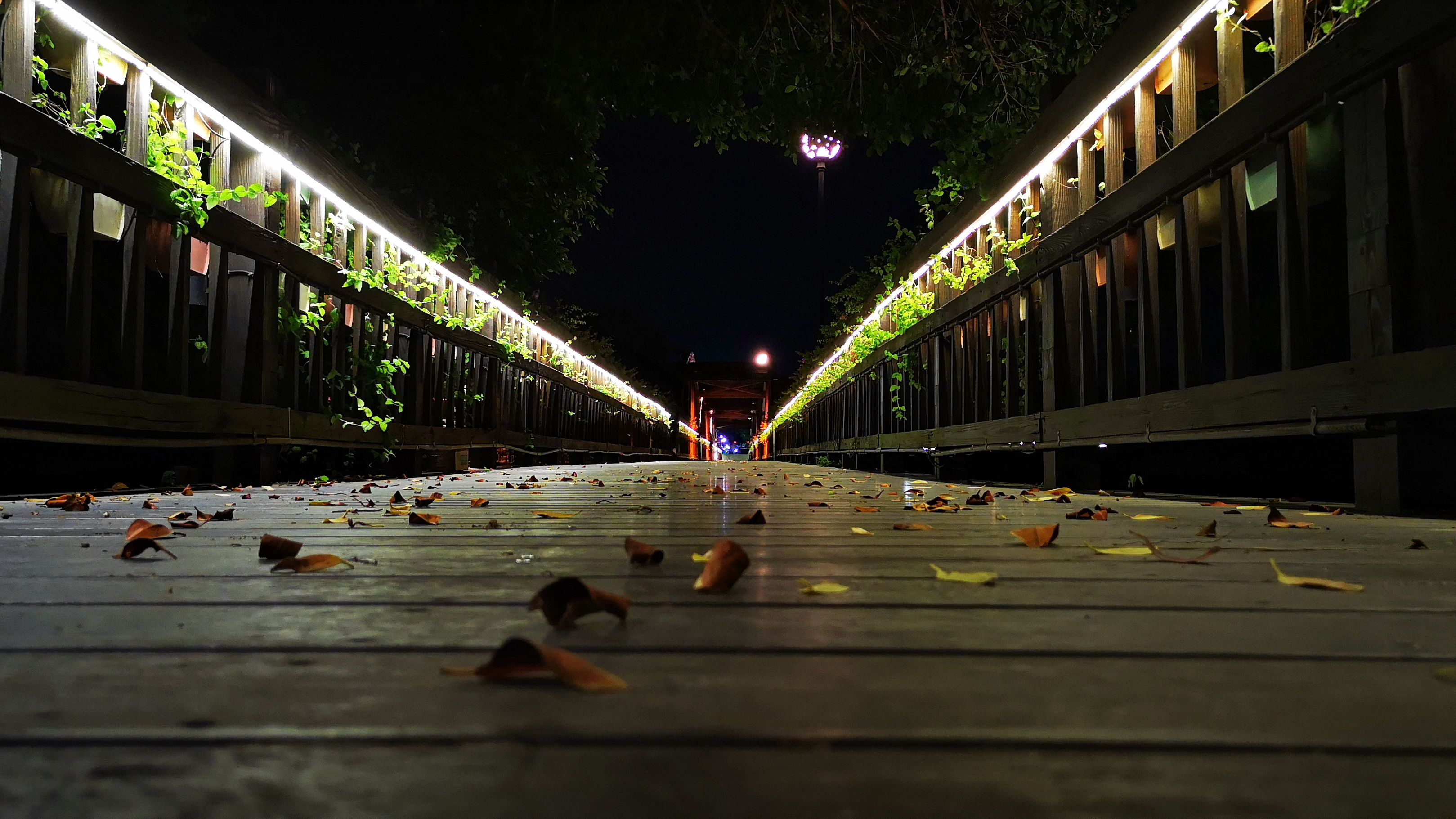
晚上的曙光橋

## 周遭歷史
美崙溪河口在清朝時負有運送官兵到豐川保護不受原住民侵襲的功能，因此又稱「陸軍港」；這裡也是花蓮歷史上漢人第一次登陸的地點。